# Villon
Villon – miejscowość i gmina we Francji, w regionie Burgundia-Franche-Comté, w departamencie Yonne.
Według danych na rok 1990 gminę zamieszkiwało 113 osób, a gęstość zaludnienia wynosiła 12 osób/km² (wśród 2044 gmin Burgundii Villon plasuje się na 797. miejscu pod względem liczby ludności, natomiast pod względem powierzchni na miejscu 964.).